# Русин (Львовская область)
Русин (укр. Русин) — село в Сокальской городской общине Шептицкого района Львовской области Украины.
Население по переписи 2001 года составляло 196 человек. Занимает площадь 0,79 км². Почтовый индекс — 80014. Телефонный код — 3257.